# Sentier de grande randonnée 37
 (novembre 2024).
La mise en forme du texte ne suit pas les recommandations de Wikipédia : il faut le « wikifier ».
Les points d'amélioration suivants sont les cas les plus fréquents. Le détail des points à revoir est peut-être précisé sur la page de discussion.
- Les titres sont pré-formatés par le logiciel. Ils ne sont ni en capitales, ni en gras.
- Le texte ne doit pas être écrit en capitales (les noms de famille non plus), ni en gras, ni en italique, ni en « petit »…
- Le gras n'est utilisé que pour surligner le titre de l'article dans l'introduction, une seule fois.
- L'italique est rarement utilisé : mots en langue étrangère, titres d'œuvres, noms de bateaux, etc.
- Les citations ne sont pas en italique mais en corps de texte normal. Elles sont entourées par des guillemets français : « et ».
- Les listes à puces sont à éviter, des paragraphes rédigés étant largement préférés. Les tableaux sont à réserver à la présentation de données structurées (résultats, etc.).
- Les appels de note de bas de page (petits chiffres en exposant, introduits par l'outil «  Source ») sont à placer entre la fin de phrase et le point final[comme ça].
- Les liens internes (vers d'autres articles de Wikipédia) sont à choisir avec parcimonie. Créez des liens vers des articles approfondissant le sujet. Les termes génériques sans rapport avec le sujet sont à éviter, ainsi que les répétitions de liens vers un même terme.
- Les liens externes sont à placer uniquement dans une section « Liens externes », à la fin de l'article. Ces liens sont à choisir avec parcimonie suivant les règles définies. Si un lien sert de source à l'article, son insertion dans le texte est à faire par les notes de bas de page.
- La présentation des références doit suivre les conventions bibliographiques. Il est recommandé d'utiliser les modèles {{Ouvrage}}, {{Chapitre}}, {{Article}}, {{Lien web}} et/ou {{Bibliographie}}. Le mode d'édition visuel peut mettre en forme automatiquement les références.
- Insérer une infobox (cadre d'informations à droite) n'est pas obligatoire pour parachever la mise en page.

Pour une aide détaillée, merci de consulter Aide:Wikification.
Si vous pensez que ces points ont été résolus, vous pouvez retirer ce bandeau et améliorer la mise en forme d'un autre article.
Le sentier de grande randonnée 37, GR 37 ou GR Cœur de Bretagne, est un itinéraire de randonnée reliant le Mont-Saint-Michel à Camaret-sur-Mer. Il se prête à une division en sept tronçons de 3 à 7 jours de marche chacun. Ce sentier de grande randonnée traverse les départements d'Ille-et-Vilaine, du Morbihan, des Côtes-d'Armor et du Finistère, passant par la Bretagne intérieure (Argoat).

## Historique
Le premier tronçon est inauguré en 1968, entre Huelgoat et Douarnenez. Après la requalification du GR 34, entre Vitré et Mont-Saint-Michel, le GR 37 débute désormais au Mont-Saint-Michel (La Manche) et se termine à Camaret-sur-Mer, à la pointe de Pen-Hir (Finistère). Il traverse d'est en ouest la Bretagne intérieure et conduit le randonneur du Mont-Saint-Michel à la presqu'île de Crozon. 
En 2023, il est élu « sentier de randonnée préféré des Français » à l'issue d'un vote en ligne organisé par la Fédération française de randonnée.

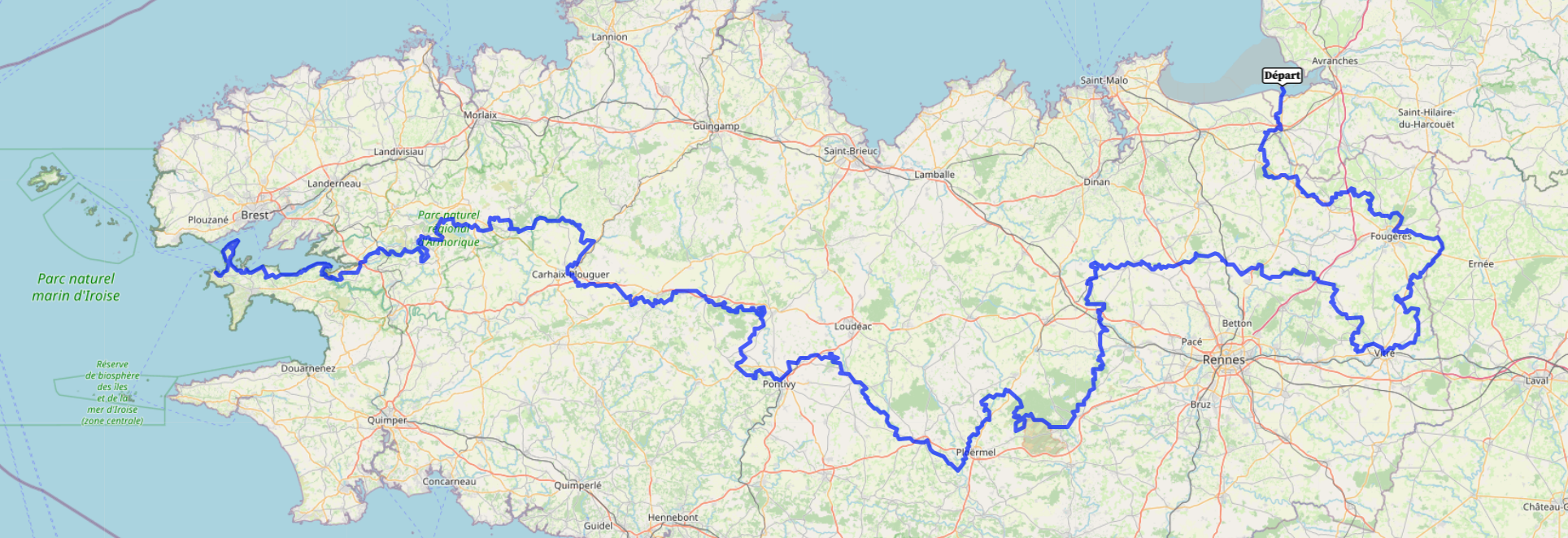

## Localités traversées
En Ille-et-Vilaine
 Le Mont-Saint-Michel
 Fougères
 Vitré
 Champeaux
 Saint-Aubin-du-Cormier
 Montreuil-sur-Ille
 Hédé-Bazouges
 Bécherel
 Médréac
 Montauban-de-Bretagne
 Saint-Uniac
 Iffendic
 Saint-Péran
 Plélan-le-Grand
 La Touche-Guérin
Dans le Morbihan
 Tréhorenteuc
 Kermagaro
 Loyat
 Ploërmel
 Saint-Gonnery
 Pontivy
Dans les Côtes-d'Armor
 Le Moustoir
Dans le Finistère
Le tracé finistérien commence au pont de Goariva, au sud-est de Carhaix et longe sur près de 2 km le canal de Nantes à Brest, puis passe par le site des Vieilles Charrues et le château de Kerampuilh. En 2021 son tracé a été modifié afin de le faire passer par la Vallée des Saints à Carnoët. 
 Carhaix-Plouguer
 Cléden-Poher
 Locmaria-Berrien
 Huelgoat
 Loqueffret
 Saint-Rivoal
 Le Faou
 Pentrez-Plage
 La chapelle Sainte-Anne-la-Palud
 Douarnenez